# Bournezeau
Ne doit pas être confondu avec Bournezeau, ancienne commune de la Vienne rattachée à Amberre.
Bournezeau est une commune française située dans le département de la Vendée, en région Pays de la Loire.
Ses habitants sont les Bournevaiziens.

## Géographie
Le territoire municipal de Bournezeau s'étend sur 6 108 hectares. L'altitude moyenne de la commune est de 67 mètres, avec des niveaux fluctuant entre 12 et 104 mètres,. La commune est bordée à l'est par le Lay, au nord-est par son affluent le Petit Lay et au  nord-ouest par la Vouraie, affluent du Petit Lay.
Bournezeau couvre un grand territoire de 6 300 ha, à la sortie  06 de l'autoroute A83 reliant Nantes à Niort. Bournezeau est située dans le canton de Chantonnay, partie du bas bocage vendéen. Bournezeau fait partie de la communauté de communes des Deux Lays qui regroupe les huit communes du canton. Bournezeau se trouve à égales distances du Puy du Fou et du littoral vendéen.
- À 10 min de La Roche-sur-Yon et à 45 min de Nantes.
- À 1 h de La Rochelle

| Fougeré     | Saint-Hilaire-le-Vouhis | Chantonnay     |
| Thorigny    | Bournezeau              | La Réorthe     |
| Les Pineaux | Sainte-Pexine           | Sainte-Hermine |

### Climat
Pour des articles plus généraux, voir Climat des Pays de la Loire et Climat de la Vendée.
En 2010, le climat de la commune est de type climat océanique franc, selon une étude du CNRS s'appuyant sur une série de données couvrant la période 1971-2000. En 2020, Météo-France publie une typologie des climats de la France métropolitaine dans laquelle la commune est exposée à un climat océanique et est dans la région climatique  Bretagne orientale et méridionale, Pays nantais, Vendée, caractérisée par une faible pluviométrie en été et une bonne insolation. 
Pour la période 1971-2000, la température annuelle moyenne est de 12 °C, avec une amplitude thermique annuelle de 14 °C. Le cumul annuel moyen de précipitations est de 844 mm, avec 11,8 jours de précipitations en janvier et 6,5 jours en juillet. Pour la période 1991-2020, la température moyenne annuelle observée sur la station météorologique de Météo-France la plus proche, « Sainte Gemme la Plaine_sapc », sur la commune de Sainte-Gemme-la-Plaine à 17 km à vol d'oiseau, est de 13,0 °C et le cumul annuel moyen de précipitations est de 809,1 mm,. Pour l'avenir, les paramètres climatiques de la commune estimés pour 2050 selon différents scénarios d'émission de gaz à effet de serre sont consultables sur un site dédié publié par Météo-France en novembre 2022.

## Urbanisme

### Typologie
Au 1er janvier 2024, Bournezeau est catégorisée bourg rural, selon la nouvelle grille communale de densité à sept niveaux définie par l'Insee en 2022.
Elle appartient à l'unité urbaine de Bournezeau, une unité urbaine monocommunale constituant une ville isolée,. Par ailleurs la commune fait partie de l'aire d'attraction de La Roche-sur-Yon, dont elle est une commune de la couronne,. Cette aire, qui regroupe 45 communes, est catégorisée dans les aires de 50 000 à moins de 200 000 habitants,.

### Occupation des sols
L'occupation des sols de la commune, telle qu'elle ressort de la base de données européenne d’occupation biophysique des sols Corine Land Cover (CLC), est marquée par l'importance des territoires agricoles (90,7 % en 2018), en diminution par rapport à 1990 (92,4 %). La répartition détaillée en 2018 est la suivante : 
terres arables (51,8 %), zones agricoles hétérogènes (26,3 %), prairies (12,6 %), forêts (5,6 %), zones urbanisées (2,4 %), zones industrielles ou commerciales et réseaux de communication (0,8 %), eaux continentales (0,6 %). L'évolution de l’occupation des sols de la commune et de ses infrastructures peut être observée sur les différentes représentations cartographiques du territoire : la carte de Cassini (XVIIIe siècle), la carte d'état-major (1820-1866) et les cartes ou photos aériennes de l'IGN pour la période actuelle (1950 à aujourd'hui).

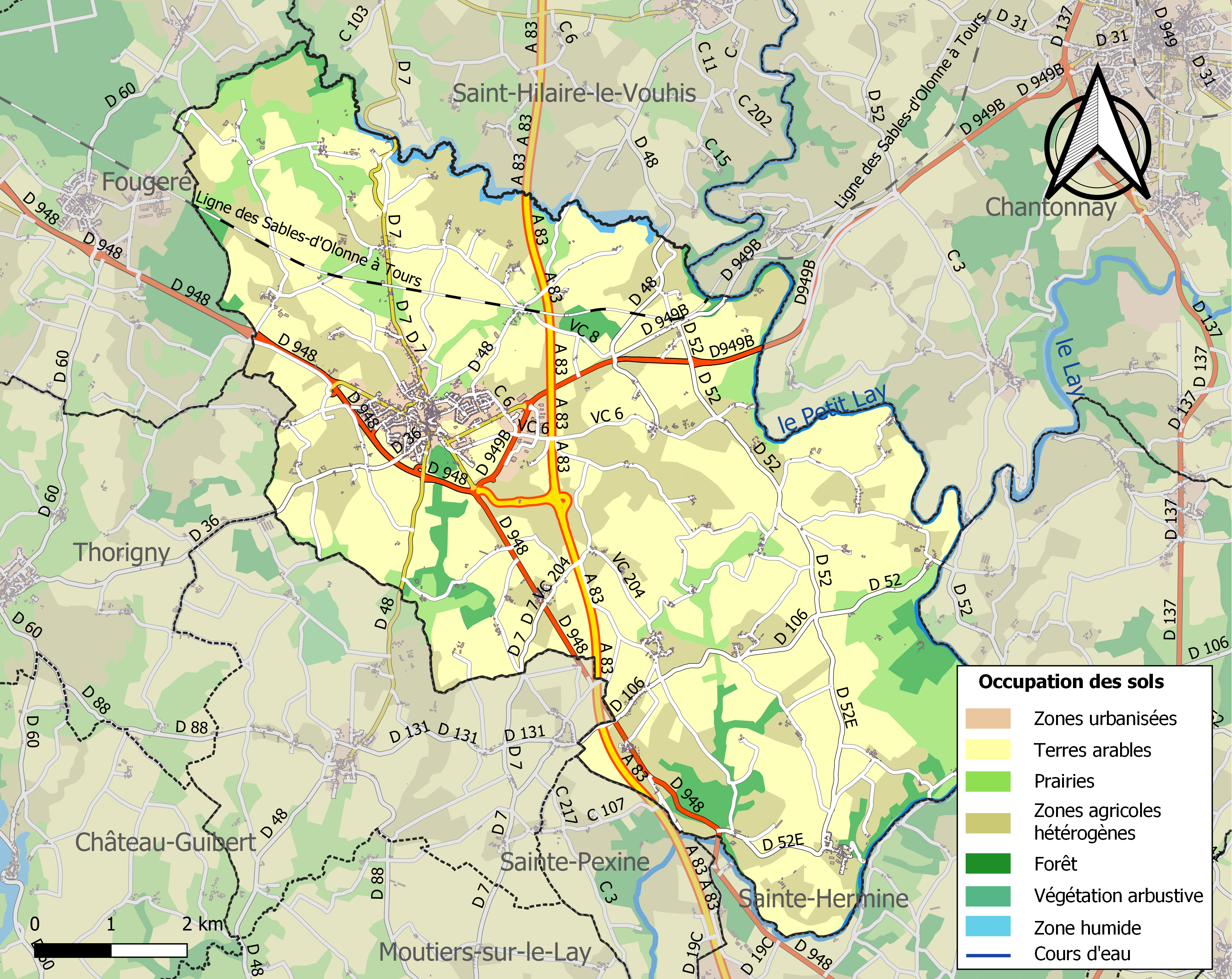
Carte des infrastructures et de l'occupation des sols de la commune en 2018 (CLC).

## Toponymie
Attestée sous le nom Bléais, Blois, puis, Creil-de-Bournezeau à la fin du XVIIe siècle.
Bournezeau serait la corruption phonétique de « Bourg nouveau ». Cette hypothèse va à l’encontre d’une règle de la linguistique qui veut que la francisation des anciens Burgus novus donne généralement « Bourg neuf ».
En fait, le nom de la localité serait formé du pré-latin born (source) et de deux suffixes diminutifs ic et ellum. Bournezeau serait donc « la toute petite source ».
En poitevin, la commune est appelée Bornevea.

## Histoire
Bournezeau et Saint-Vincent-Puymaufrais sont des communes associées depuis 1972. Saint-Vincent-Puymaufrais est elle-même issue du regroupement de deux anciennes communes : Saint-Vincent-Fort-du-Lay et Puymaufrais qui ont fusionné en 1833.

## Population et société

### Démographie

#### Évolution démographique
L'évolution du nombre d'habitants est connue à travers les recensements de la population effectués dans la commune depuis 1800. Pour les communes de moins de 10 000 habitants, une enquête de recensement portant sur toute la population est réalisée tous les cinq ans, les populations de référence des années intermédiaires étant quant à elles estimées par interpolation ou extrapolation. Pour la commune, le premier recensement exhaustif entrant dans le cadre du nouveau dispositif a été réalisé en 2006.

En 2022, la commune comptait 3 471 habitants, en évolution de +4,36 % par rapport à 2016 (Vendée : +5,33 %, France hors Mayotte : +2,11 %).
| 1800 | 1806  | 1821  | 1831  | 1836  | 1841  | 1846  | 1851  | 1856  |
| ---- | ----- | ----- | ----- | ----- | ----- | ----- | ----- | ----- |
| 840  | 1 220 | 1 509 | 1 674 | 1 757 | 1 780 | 1 952 | 2 056 | 2 150 |

| 1861  | 1866  | 1872  | 1876  | 1881  | 1886  | 1891  | 1896  | 1901  |
| ----- | ----- | ----- | ----- | ----- | ----- | ----- | ----- | ----- |
| 2 117 | 2 224 | 2 174 | 2 227 | 2 239 | 2 222 | 2 331 | 2 371 | 2 263 |

| 1906  | 1911  | 1921  | 1926  | 1931  | 1936  | 1946  | 1954  | 1962  |
| ----- | ----- | ----- | ----- | ----- | ----- | ----- | ----- | ----- |
| 2 225 | 2 021 | 1 820 | 1 882 | 1 835 | 1 802 | 1 757 | 1 715 | 1 745 |

| 1968  | 1975  | 1982  | 1990  | 1999  | 2006  | 2011  | 2016  | 2021  |
| ----- | ----- | ----- | ----- | ----- | ----- | ----- | ----- | ----- |
| 1 709 | 2 172 | 2 168 | 2 336 | 2 439 | 2 852 | 3 156 | 3 326 | 3 451 |

| 2022  | - | - | - | - | - | - | - | - |
| ----- | - | - | - | - | - | - | - | - |
| 3 471 | - | - | - | - | - | - | - | - |

#### Pyramide des âges
En 2018, le taux de personnes d'un âge inférieur à 30 ans s'élève à 37,8 %, soit au-dessus de la moyenne départementale (31,6 %). À l'inverse, le taux de personnes d'âge supérieur à 60 ans est de 23,7 % la même année, alors qu'il est de 31,0 % au niveau départemental.
En 2018, la commune comptait 1 692 hommes pour 1 694 femmes, soit un taux de 50,03 % de femmes, légèrement inférieur au taux départemental (51,16 %).
Les pyramides des âges de la commune et du département s'établissent comme suit.
| Hommes | Classe d’âge | Femmes |
| ------ | ------------ | ------ |
| 1,0    | 90 ou +      | 1,8    |
| 6,5    | 75-89 ans    | 9,6    |
| 15,0   | 60-74 ans    | 13,4   |
| 17,4   | 45-59 ans    | 17,1   |
| 21,6   | 30-44 ans    | 21,1   |
| 15,9   | 15-29 ans    | 15,2   |
| 22,6   | 0-14 ans     | 21,8   |

| Hommes | Classe d’âge | Femmes |
| ------ | ------------ | ------ |
| 0,8    | 90 ou +      | 2,2    |
| 8,7    | 75-89 ans    | 11,1   |
| 20,3   | 60-74 ans    | 21,3   |
| 20     | 45-59 ans    | 19,4   |
| 17,5   | 30-44 ans    | 16,8   |
| 15     | 15-29 ans    | 13,2   |
| 17,7   | 0-14 ans     | 16,1   |

### Manifestations culturelles et festivités
L'association « La Malle aux Souvenirs » a pour objectif de faire revivre les traditions d'antan : elle organise des manifestations d'ampleur régionale, comme la bourse aux plantes ou la brocante de juillet.

## Économie
- Ressources et productions

Maïs, vigne, céréales, prairies.
Bovins, volailles.
Nombre d'exploitations agricoles : 90
- Industries

Chaussures, aliments pour bétail, recyclage de cartons, fabrication de machines agricoles, fabrication de vérins, usine de traiteur, imprimerie, poterie…
Nombre d’artisans : 24
Dans le secteur industriel, une usine est à signaler, celle de Hoffmann Green Cement (cimenterie), depuis 2019 (43 p.).

## Culture locale et patrimoine

### Lieux et monuments
- Ancienne abbaye cistercienne de Trizay fondée au début du XIIe siècle.
- Moulin à vent (avenue du Moulin).
- Logis de Beauregard, XVIe siècle (au bourg).
- Ruines d'un château fort médiéval.
- Château du Thibeuf, XVIIe siècle/XIXe siècle.
- Château de la Rochelourie, XVIIe siècle/XIXe siècle.
- Château de la Girardière, XVIIe siècle.
- Château du Chêne-Bertin, XIXe siècle.
- Domaine de la Corbedomère (château de style italien du XIXe siècle).
- Château du Pally reconstruit en 1824.
- Église Saint-André (Bournezeau).
- Église Notre-Dame-de-l'Assomption (Saint-Vincent-Puymaufrais).

### Équipement culturel
Bibliothèque.

### Personnalités liées à la commune
- Alexis Louis Marie de Lespinay, chevalier du Pally et de l'Empire (24 août 1752 - Chantonnay ✝ 15 février 1837 - Poitiers), homme politique français du XIXe siècle.
- Léon Henri Gauvreau, y nait le 23 août 1848, Agent du Syndicat des agriculteurs de Loire-inférieure[28].
- Arthur Guéniot, sculpteur français né à Bournezeau (1866-1951).
- Théodule Meunier (22 août 1860 - Bournezeau / 25 juillet 1907 - bagne de Cayenne), anarchiste français, responsable durant la première moitié de 1892 de plusieurs attentats à Paris.
- Philippe-René Esgonnière du Thibeuf (1855-1838), homme politique.

Lieu de tournage d'une partie du film Les Vieux de la Vieille en 1960 avec Gabin, Noël-Noël et Fresnay, ainsi que le film Un Jour d'été.

### Héraldique
| Blason | Blasonnement : Écartelé : au premier et au quatrième, d'azur au bourg d'or ; au deuxième, de gueules au pairle ondé d'argent ; au troisième, d'argent aux trois croisettes de gueules. |